# HMS Slinger (D26)
Авіаносець «Слінгер» (англ. HMS Slinger (D26)) — ескортний авіаносець США часів Другої світової війни типу «Боуг» (2 група, тип «Ameer»/«Ruler»), переданий ВМС Великої Британії за програмою ленд-лізу.

## Історія створення
Авіаносець «Слінгер» був закладений 25 травня 1942 року на верфі «Seattle-Tacoma Shipbuilding Corporation» під назвою «USS Chatham (CVE-32)». Спущений на воду 19 вересня 1942 року. Переданий ВМС Великої Британії, вступив у стрій під назвою «Слінгер» 11 серпня 1943 року.

## Історія служби
Після вступу у стрій у жовтні 1943 року авіаносець «Слінгер» перейшов у Англію.
Під час підготовки 5 лютого 1944 року корабель підірвався на міні. Він був відправлений на ремонт, який тривав до листопада 1944 року.
У грудні 1944 року — лютому 1945 року авіаносець «Слінгер» перейшов в Австралію, де протягом травня-серпня 1945 року здійснював перевезення літаків для британського Тихоокеанського флоту.
27 лютого 1946 року авіаносець «Слінгер» був повернутий США, де 12 квітня того ж року був виключений зі списків флоту.
21 листопада 1946 року корабель був проданий компанії «Robin Line» та переобладнаний на торгове судно, яке використовуватись під назвою «Robin Mowbray».
У 1969-1970 роках корабель був розібраний на метал на Тайвані.